# Homopus femoralis
Homopus femoralis är en sköldpaddsart som beskrevs av  George Albert Boulenger 1888. Homopus femoralis ingår i släktet Homopus och familjen landsköldpaddor. Inga underarter finns listade i Catalogue of Life.
Denna sköldpadda blir vanligen 100 till 130 mm lång och vissa honor når en längd av 168 mm. Vikten varierar mellan 200 och 300 g. Ansiktet kännetecknas av näsborrar som ligger lägre än ögonen. I motsats till de flesta andra sköldpaddor har Homopus femoralis bara fyra klor vid de främre extremiteter som annars är täckta av överlappande fjäll. Hos vuxna exemplar är skölden vanligen rödbrun till olivfärgad. På andra kroppsdelar har huden en gulbrun färg, ofta med skuggor i orange eller rosa. Svansen är hos hannar längre än hos honor.
Arten förekommer med två från varandra skilda populationer i centrala Sydafrika och i Lesotho. Den vistas i gräsmarker och i mera torra högland. Viloplatsen är oftast ett gömställe bakom en klippa eller en tom termitstack. Under årets varma månader lägger honan 1 till 3 ägg som har ett hårt skal. Nykläckta ungar är 25 till 30 mm långa och väger 6 till 8 g. Sköldpaddan jagas av rovlevande fåglar, av schakaler och av ödlan Varanus albigularis. Arten är i motsats till andra släktmedlemmar under vintern i dvala.